# Bebertal
Babertal è una frazione del comune tedesco dell'Hohe Börde, nel land della Sassonia-Anhalt.
Fino al 31 dicembre 2009 ha costituito un comune autonomo comprendente gli insediamenti di Bebertal I (già Alvensleben), Bebertal II (già Dönstedt) e Kuhlager.